# Lauren Tom
Lauren Tom (Chicago, 4 de agosto de 1961) é uma atriz e dubladora americana, mais conhecida pelos papéis de Lena St. Clair no filme The Joy Luck Club, Julie na série Friends, Sra. Tran na série Supernatural e por dar voz aos personagens Amy e Inez Wong em Futurama e Minh e Connie Souphanousinphone em King of the Hill. Atua como Celia Mack na série do Disney Channel, Andi Mack.